# الدوري الإسباني الدرجة الثانية 1963–64
دوري الدرجة الثانية الإسباني 1963–64 (بالإسبانية: Segunda División de España 1963-64)‏ هو موسم من دوري الدرجة الثانية الإسباني. فاز فيه ديبورتيفو لاكورونيا.